# Potosi (Texas)
Potosi é uma Região censo-designada localizada no estado norte-americano de Texas, no Condado de Taylor.

## Demografia
Segundo o censo norte-americano de 2000, a sua população era de 1664 habitantes.

## Geografia
De acordo com o United States Census Bureau tem uma área de
47,8 km², dos quais 47,8 km² cobertos por terra e 0,0 km² cobertos por água. Potosi localiza-se a aproximadamente 555 m acima do nível do mar.

## Localidades na vizinhança
O diagrama seguinte representa as localidades num raio de 20 km ao redor de Potosi.